# یکه‌چای
یکه‌چای یکی از رودخانه‌های جاری در شمال استان همدان است. این رودخانه که از کوه‌های «بهادربیگ» و «خلیل کرد» سرچشمه می‌گیرد، دشت لالجین را آبیاری می‌کند. پیش‌تر پیرامون این رودخانه پوشیده از درختان بید، تبریزی، سپیدار و صنوبر بوده که امروزه پیش‌تر این مناطق به زمین‌های کشاورزی تبدیل گشته‌اند.
یکه‌چای در اصل بخشی از رودخانه سیمینه‌رود است که در لالجین و اغلب روستاهای ترک‌نشین شهرستان بهار که در مسیر این رودخانه قرار دارند (همانند تازه‌کند، دینارآباد و دهنجرد) به این نام خوانده می‌شود.